# Miha Marinko

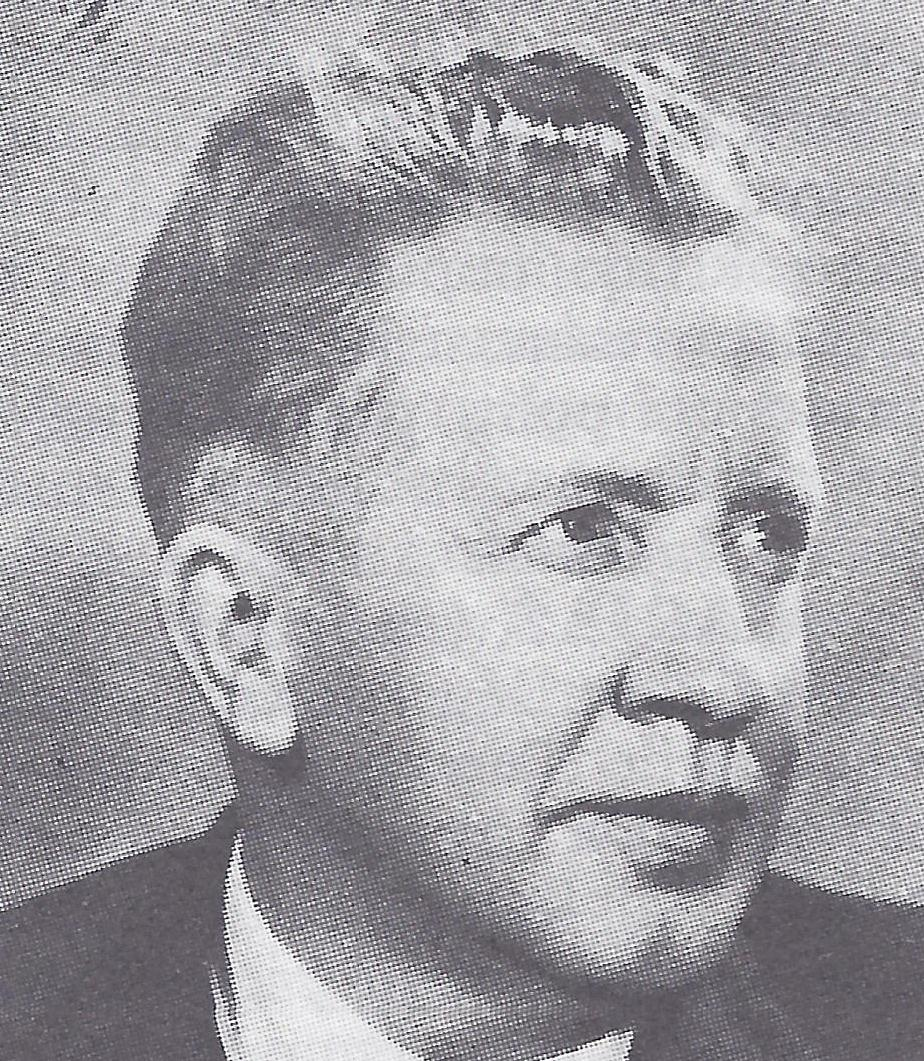
Miha Marinko (1968)

Miha Marinko (* 8. September 1900 in Trbovlje; † 19. August 1983 in Ljubljana) war ein jugoslawischer Politiker des Bundes der Kommunisten Jugoslawiens (BdKJ), der unter anderem zwischen 1946 und 1953 Ministerpräsident der Volksrepublik Slowenien sowie zugleich von 1948 bis 1966 Sekretär des Bundes der Kommunisten Sloweniens war. Er war ferner von 1953 bis 1962 Staatspräsident der Volksrepublik Slowenien.

## Leben

### Herkunft, Beginn des politischen Engagements und Auslandsaufenthalte
Miha Marinko stammte aus einfachen Verhältnissen und wuchs als uneheliches Kind ohne Vater auf. Nach dem Besuch der Grundschule in seinem Geburtsort Trbovlje sowie zwei Schuljahren an einer Volksschule musste er bereits im Alter von zwölf Jahren in einer Glasfabrik arbeiten. Zu Beginn des Ersten Weltkrieges verlor er seinen Arbeitsplatz und wurde nach dem Tode seiner Mutter Waise. 1916 nahm er eine Tätigkeit als Bergmann in Kotredež und begann sein Engagement in der Arbeiterbewegung. 1919 wurde er Mitglied der Liga der kommunistischen Jugend SKOJ (Savez komunističke omladine Jugoslavije) sowie 1923 der Kommunistischen Partei Jugoslawiens (KPJ) und wurde aufgrund seiner politischen Arbeit 1924 erstmals verhaftet. Er war zudem Gegner der faschistischen Organisation Jugoslawischer Nationalisten ORJUNA (Organizacija Jugoslavenskih Nacionalista). In der Folgezeit wurde er weitere vierzehn Mal festgenommen und verlor seinen Arbeitsplatz im Bergwerk, woraufhin er wieder in einer Glashütte in Zagorje ob Savi arbeitete. Nach einem Streik wegen niedriger Löhne ging er als Bergarbeiter nach Frankreich und trat dort auch der Parti communiste français (PCF) bei. Er engagierte sich als Vertreter slowenischer Emigranten in der französischen Bergarbeitergewerkschaft und Korrespondent der Zeitung Glas delavcev in kmetov iz Jugoslavije v Franciji in Belgiji, der Stimme der Arbeiter und Bauern Jugoslawiens in Frankreich und Belgien.
Als sich Ende 1929 die Nachricht vom Beginn einer schweren Weltwirtschaftskrise verbreitete, wollte Marinko in die Sowjetunion auswandern. Dies gelang ihm erst 1931, als er durch Intervention des Zentralkomitees der Kommunistischen Partei Deutschlands über Berlin nach Moskau gehen konnte. Nach einem Vorbereitungskurs in Moskau absolvierte er zwei Semester an der Kommunistischen Universität der Nationalen Minderheiten des Westens (KUNMS). Im März 1933 wurde er vom Zentralkomitee der Kommunistischen Partei Jugoslawiens (KPJ) nach Jugoslawien zurückberufen.

### Parteifunktionär in Slowenien und Zweiter Weltkrieg

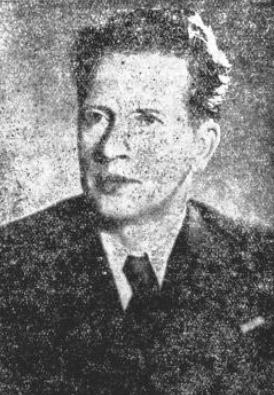
Miha Marinko (1946)

Mitte 1933, als die Partei begann, von einer engen Beschränkung auf eine Lösung für alle brennenden Probleme der Arbeiterklasse und anderer Arbeiterklassen und unterdrückter jugoslawischer Nationen überzugehen, wurde er Sekretär des Zentralkomitees KPJ für Slowenien. Er gründete, konsolidierte und leitete Parteiorganisationen und beteiligte sich an der Formulierung der Politik der Kommunistischen Partei. 1934 wurde er festgenommen und nach einer Inhaftierung im Untersuchungsgefängnis, nach Trbovlje abgeschoben, obwohl die Polizei keine kommunistische Aktivität nachweisen konnte. Er war jedoch nicht mehr in der Lage, die Aufgaben des Sekretärs der KPJ für Slowenien wahrzunehmen, da er sich unter ständiger Kontrolle der Polizeibehörden befand. Er blieb jedoch politisch aktiv und wurde Ende Dezember 1934 in das Zentralkomitee der KPJ gewählt und gehörte diesem zentralen Führungsgremium der Kommunisten Partei bis 1969 an. Im April 1935 begann er wieder in der Kommunistischen Partei für Slowenien zu arbeiten und organisierte zwei illegale Parteisitzungen. Im Frühjahr 1937 beauftragte Edvard Kardelj Marinko mit der technischen Organisation des Gründungskongresses der Kommunistischen Partei Sloweniens (KPS), in dessen Zentralkomitee er gewählt wurde. Während einer Parteikampagne zur Unterstützung der Regierung der Zweiten Spanischen Republik im Juli 1937 brachte er Fallschirmspringer über Österreich und die Schweiz nach Frankreich, von wo aus sie nach Spanien gingen. Nach zahlreichen Komplikationen und Verhaftungen in Österreich und Flucht trafen die Freiwilligen in Paris ein, wo er sich mit Prežihov Voranc und Edvard Kardelj traf und einen umfassenden Bericht über die Notlage der Bergarbeiter verfasste. Er selbst ging daraufhin mit einem gefälschten tschechischen Pass auf Anforderung des ZK nach Jugoslawien zurück, wo er nach seiner Verhaftung und einer kurzen Haftstrafe in Braslovče wieder nach Trbovlje zurückkehrte.
Als Mitglied des ZK der KPS war er auch Sekretär des KPS-Distriktausschusses. Als Generalsekretär Josip Broz Tito im März 1939 das Zentralkomitee der Kommunistischen Partei versammelte, wurde Miho Marinko als Mitglied des ZK bestätigt. Nach Adolf Hitlers Überfall auf Polen und zu Beginn des Zweiten Weltkrieges wurde zu Waffenübungen gerufen. Er befand sich in einer Einheit in Radvanje bei Maribor, wo er durch Anweisung der Kommunistischen Partei die Verteidigungsbereitschaft der Armee im Königreich Jugoslawien feststellte. In den folgenden Monaten beteiligte er sich an der Gründung der Union der Werktätigen Sloweniens ZDLS (Zveze delovnega ljudstva Slovenije). Im Februar 1940 ging er nach Zagreb, um dort im Untergrund zu arbeiten. Er wurde jedoch erneut verhaftet und inhaftiert. Nach seiner Freilassung wurde er von Tito als Parteiausbilder der KP nach Bosnien und Herzegowina entsandt, wo er mit führenden bosnischen Kommunisten Parteiorganisationen in allen wichtigen Industriegebieten besuchte. Nach mehreren Monaten illegaler politischer Aktivitäten in Bosnien kehrte er als illegaler Einwanderer nach Slowenien zurück und wurde Mitherausgeber von Nove Ljudske pravice.
Nach Beginn des Balkanfeldzuges und dem Einmarsch der deutschen Wehrmacht im April 1941 trat er als Freiwilliger in die jugoslawische Armee ein. Nach ihrem Auseinanderbrechen beteiligte er sich als Angehöriger der Volksbefreiungsarmee NOV (Narodnooslobodilačka vojska)an der Vorbereitung des bewaffneten Aufstands gegen die Besatzer, an der Bildung der Komitees der Antiimperialistischen Front und leitete das Hauptkomitee der Volkshilfe, das Opfer von Besatzungsgewalt unterstützte. Zu Beginn des bewaffneten Aufstands der Befreiungsfront OF (Osvobodilna Fronta) wurde er im Juni 1941 als Nachfolger von Boris Kidrič Politischer Kommissar im Oberkommando der slowenischen Partisanentruppen der NOV. Zunächst wurde er mit der Aufgabe in die Steiermark geschickt, ein möglichst breites Spektrum nationaler Befreiungskämpfe zu fördern. Im August 1941 wurde er als Politkommissar der slowenischen NOV wieder von Boris Kidrič abgelöst und zur Parteiarbeit nach Bosnien berufen. Im September nahm er an einem Partisanentreffen in Stolica teil. Im Oktober 1941 erhielt er die Aufgabe, eine starke Partisaneneinheit aus den Partisanengruppen Unterkrain und Weißkrain und Mitgliedern des Nationalen Schutzes zu bilden und mit ihr und dem steirischen Partisanenbataillon mit allgemeinem Widerstand die Besetzung der Slowenen aus Posavje und Obsotelje zu verhindern. Er griff eine deutsche und italienische Einheit an und kehrte nach Ljubljana zurück. Er wurde hier im Dezember 1941 festgenommen, in den Gefängnissen der italienischen und deutschen Polizei gefoltert und zu 30 Jahren Gefängnis verurteilt, weil er illegales Material besaß. Nach 21 Monaten Haft im italienischen Gefängnis von Castelfranco kehrte er mit Hilfe der KPS mit gefälschten Dokumenten nach Slowenien zurück. Im Frühjahr 1944 beteiligte er sich an der Durchführung des nationalen Befreiungskampfes in Slowenien, insbesondere in Unterkrain und Weißkrain.

### Nachkriegszeit, Sekretär der KPS, Ministerpräsident und Staatspräsident von Slowenien

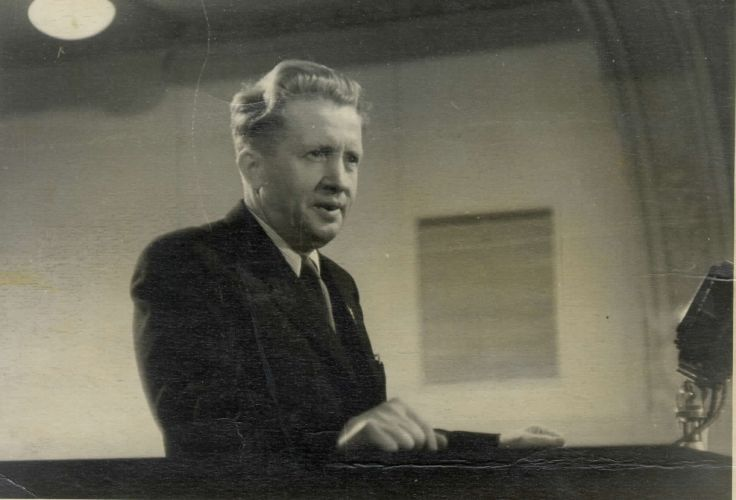
Miha Marinko bei einer Rede in den 1960er Jahren

Nach der Befreiung Jugoslawiens wurde Miha Marinko 1945 Mitglied der Volksversammlung des Demokratischen Föderativen Jugoslawien und Mitarbeiter der Personalabteilung des Zentralkomitees der KPJ. Am 15. Juni 1946 wurde er als Nachfolger von Boris Kidrič Premierminister der Volksrepublik Slowenien und behielt diese Funktion bis zum 15. Dezember 1953, woraufhin Boris Kraigher ihn ablöste. Zudem übernahm er 1948 von Edvard Kardelj den Posten als Sekretär der Kommunistischen Partei Sloweniens, die sich 1952 in Bund der Kommunisten Sloweniens (BdKS) umbenannte. Diese Funktion hatte er 18 Jahre lang bis Oktober 1966 inne und wurde daraufhin von Albert Jakopič abgelöst. Er war des Weiteren von 1953 bis 1967 Mitglied der Nationalversammlung der Föderativen Volksrepublik Jugoslawien beziehungsweise seit 1967 der Sozialistischen Föderativen Republik Jugoslawien (SFRJ).
Am 16. Dezember 1953 wurde Marinko Nachfolger von Ferdo Kozak als Präsident des Präsidiums der Volksversammlung der Sozialistischen Republik Slowenien ab und war damit bis zum 9. Juni 1962 Staatspräsident Sloweniens, woraufhin Vida Tomšič seine Nachfolge antrat. Auf dem VI. Parteikongress (2. bis 7. November 1952) wurde er Mitglied des Exekutivkomitees der in Bund der Kommunisten Jugoslawiens (BdKJ) umbenannten Kommunistischen Partei Jugoslawiens. In dieses oberste Führungsgremium wurde er als Mitglied auch auf dem VII. Parteikongress (22. bis 26. April 1958) sowie auf dem VIII. Parteikongress (Dezember 1964) bestätigt. Auf dem Plenum des ZK am 4. Oktober 1966 wurde er schließlich Mitglied des Präsidiums des ZK, dem er bis zum IX. Parteikongress (11. bis 16. März 1969) angehörte. Darüber hinaus war er zwischen 1964 und 1968 Mitglied des Volksverteidigungsrates der SFJR und zwischen 1963 und 1967 Mitglied des Bundesrates der Bundesversammlung.